# 峯雲 (駆逐艦)
| 峯雲           | |
| 艦歴           | |
| 計画           | ②計画 |
| 起工           | 1937年3月22日 |
| 進水           | 1937年11月4日 |
| 竣工           | 1938年4月30日 |
| 最後           | 1943年3月5日戦没 |
| 除籍           | 1943年4月1日 |
| 要目           | |
| 排水量         | 基準：約2,000t、公試：2,400t                                                                                            |
| 全長           | 118.00m |
| 全幅           | 10.386m |
| 吃水           | 3.71m（平均） |
| 機関           | オール・ギアードタービン2基2軸 ロ号艦本式重油専焼缶3基 51,000hp                                                         |
| 最大速力       | 34.85kt |
| 航続距離       | 18ktで5,190浬 |
| 燃料           | 重油580t |
| 乗員           | 230名 |
| 武装（新造時） | 50口径12.7cm連装砲 3基6門 25mm機銃 II×2 (または13mm機銃 II×2) 61cm4連装魚雷発射管 2基8門 (九〇式魚雷16本) 九一式爆雷×36 |

峯雲（みねぐも）は、日本海軍の駆逐艦。
朝潮型駆逐艦の8番艦である。『戦史叢書』等、一部資料では「峰雲」と表記する。

## 概要
一等駆逐艦峯雲（みねぐも）は、日本海軍が藤永田造船所で建造した朝潮型駆逐艦で、1938年（昭和13年）4月に竣工した。
1941年（昭和16年）6月23日、駆逐艦夏潮と黒潮を巻き込む多重衝突事故を起こした。
12月8日の太平洋戦争開戦時、ひきつづき朝潮型4隻（峯雲、朝雲、夏雲、山雲）で編制された第9駆逐隊に所属し、第四水雷戦隊僚艦と共に南方作戦にともなうフィリピン作戦、蘭印作戦（バリクパパン沖海戦、スラバヤ沖海戦、クリスマス島攻略作戦）等に参加した。
1942年（昭和17年）6月上旬のミッドウェー作戦や、ガダルカナル島攻防戦にともなう8月中旬の第二次ソロモン海戦前後における第9駆逐隊（朝雲、夏雲、峯雲）は、第二艦隊司令長官近藤信竹中将の重巡洋艦戦隊と行動を共にした。峯雲は8月20日にトラック泊地で座礁し、海戦後は空襲で損傷した水上機母艦千歳を護衛した。9月下旬よりソロモン諸島に進出、ガダルカナル島への駆逐艦輸送作戦（鼠輸送）に従事した。10月5日に空襲を受けて損傷する。内地に戻り、横須賀で修理をおこなった。
戦線復帰後の1943年（昭和18年）3月上旬、峯雲と駆逐艦村雨はコロンバンガラ島輸送作戦を実施する。クラ湾を航行中の3月5日夜、連合軍艦隊（巡洋艦3、駆逐艦3）のレーダーを活用した夜間奇襲攻撃により、村雨と峯雲は一方的に撃沈された（ビラ・スタンモーア夜戦）。

## 艦歴

### 太平洋戦争以前
1936年（昭和11年）12月14日、日本海軍は建造予定の朝潮型駆逐艦に峯雲の艦名を与えた。1937年（昭和12年）3月22日、藤永田造船所で起工する、同年11月4日に進水。
1938年（昭和13年）4月30日に竣工し、第41駆逐隊に編入された。12月15日に第三予備艦となり横須賀海軍工廠で蒸気タービン機関の改造工事を実施した（臨機調事件）。1939年（昭和14年）11月15日、第41駆逐隊は第9駆逐隊と改称された。1940年（昭和15年）10月15日、鈴木保厚中佐が艦長に就任した。11月15日、第9駆逐隊は第二艦隊・第四水雷戦隊（旗艦「那珂」）に編入された。
1941年（昭和16年）4月10日、佐藤康夫大佐（海兵44期。当時、第5駆逐隊司令）が第9駆逐隊司令に就任した。6月23日、峯雲（四水戦、第9駆逐隊）は日向灘で陽炎型駆逐艦夏潮（二水戦、第15駆逐隊）の右舷中央部に衝突した。艦首を損傷した峯雲は後進をかけたところ、後続の陽炎型駆逐艦黒潮（二水戦、第15駆逐隊）に追突され、左舷艦尾も損傷した。呉海軍工廠で約5ヶ月間におよぶ修理をおこなったが、太平洋戦争の開戦には間に合った。

### 太平洋戦争緒戦
同年12月8日の開戦時、第9駆逐隊（司令佐藤康夫大佐）は朝潮型5-8番艦4隻（朝雲、山雲、夏雲、峯雲）で編制され、第四水雷戦隊（司令官西村祥治少将、旗艦「那珂」）、第2駆逐隊（村雨、五月雨、春雨、夕立）、第24駆逐隊（海風、江風、山風、涼風）と共に比島部隊（指揮官高橋伊望第三艦隊司令長官）に所属していた。
南方作戦において、ビガン上陸作戦、リンガエン湾上陸作戦を支援した。
12月31日、別行動中の山雲が機雷で大破し、戦線を離脱した（翌年5月15日、第9駆逐隊より除籍）。
山雲をのぞく第9駆逐隊3隻（朝雲、峯雲、夏雲）はひきつづき第四水雷戦隊各隊と共に行動し、1942年（昭和17年）1月よりタラカンやバリクパパン等（バリクパパン沖海戦）の攻略作戦に加わり、2月以降はマカッサル攻略作戦やジャワ島攻略作戦に協力、蘭印作戦に従事した。
1942年（昭和17年）2月下旬、ジャワ島攻略を目指す日本軍輸送船団（護衛/第四水雷戦隊護衛、支援/第五戦隊と第二水雷戦隊）を英米蘭豪のABDA艦隊が迎撃し、スラバヤ沖海戦が勃発した。第9駆逐隊のうち朝雲（司令駆逐艦）と峯雲は第五戦隊・第二水雷戦隊・第四水雷戦隊各部隊各艦と共に海戦に参加したが、夏雲は駆逐艦海風（第24駆逐隊）や敷設艦若鷹等と共に輸送船団を護衛し、砲雷撃戦は行わなかった。
会敵したABDA艦隊に対し、第四水雷戦隊（司令官西村祥治少将、軽巡〈那珂〉、第2駆逐隊〈村雨、五月雨、春雨、夕立〉、第9駆逐隊〈朝雲、峯雲〉）は日本艦隊のなかで最も接近し、中でも佐藤康夫大佐（第9駆逐隊司令）の朝潮型2隻（朝雲〈司令駆逐艦〉、峯雲）はABDA艦隊に向けて突撃を続けた。重巡羽黒の砲撃を受けた英重巡エクセターの離脱を援護するため、英駆逐艦が応戦する。峯雲と朝雲は煙幕から出てきた英駆逐艦2隻（エレクトラ、エンカウンター）と距離3000mで砲撃戦になった。朝雲が損傷したが、峯雲は朝雲を掩護しながら砲戦を続行した。その結果、エレクトラを撃沈し、エンカウンターと駆逐艦ジュピターを撃退した。朝雲は修理のため戦線を離脱、第9駆逐隊の司令駆逐艦は夏雲になった。
3月1日未明、東部ジャワ上陸船団は入泊を開始する。第9駆逐隊をふくめ四水戦各部隊・各艦は、軽巡鬼怒や第8駆逐隊（朝潮、荒潮）等と共同で哨戒を行った。連合軍の空襲を受け輸送船1隻擱座・1隻大破、ほかに鬼怒が小破した。また泊地や周辺海域では連合軍の魚雷艇や潜水艦が活動しており、峯雲は二水戦や四水戦の僚艦と共に哨戒・迎撃・掃蕩に従事した。3月9日、オランダ軍は降伏した。
3月下旬、峯雲をふくむ第四水雷戦隊はインド洋クリスマス島攻略作戦に参加した（攻略部隊指揮官は原顕三郎第十六戦隊司令官、旗艦「名取」。編成は日本軍のクリスマス島占領参照）。同島の守備隊は3月31日朝に降伏した。
4月1日18時、同島周辺を哨戒中の軽巡那珂（第四水雷戦隊旗艦）と第9駆逐隊（夏雲、峯雲）をアメリカ潜水艦シーウルフが襲撃し、那珂はシーウルフの雷撃で大破した。那珂は軽巡名取（攻略部隊旗艦）に曳航され、第9駆逐隊（夏雲、峯雲）ふくめ攻略部隊各部隊・各艦に護衛されてクリスマス島を離れ、ジャワ島バンダム湾へ帰投した。
6日、第9駆逐隊は大破した那珂を護衛し、バンタム湾からシンガポールへ移動した。那珂はシンガポールに残り、修理を続けることになった。
12日、夏雲（第四水雷戦隊旗艦）と峯雲は横須賀に向けてシンガポールを出発する。途中でドーリットル空襲を実行した米機動部隊を追ったが会敵できず、20日夜に横須賀に到着した。
5月2日、本州南岸において水上機母艦瑞穂がアメリカ潜水艦ドラムに撃沈される。重巡高雄と摩耶が救助をおこない、第9駆逐隊（朝雲、峯雲、夏雲）は基地航空隊や防備部隊と協同で対潜掃討を行った。
5月15日、山雲は第9駆逐隊からのぞかれ、朝潮型3隻（朝雲、峯雲、夏雲）に減少する。まもなく第四水雷戦隊旗艦も長良型軽巡洋艦由良（5月9日、四水戦に編入）になった。
5月19日、第9駆逐隊は高雄型重巡洋艦と金剛型戦艦を護衛して瀬戸内海へ移動した。ミッドウェー島攻略を目指すミッドウェー作戦において、第四水雷戦隊は攻略部隊主隊（指揮官近藤信竹海軍中将、第二艦隊司令長官）に配属された。近藤長官直率の攻略部隊本隊は、第四戦隊第1小隊（愛宕〈第二艦隊旗艦〉、鳥海）、第五戦隊（妙高、羽黒）、第三戦隊第1小隊（比叡、金剛）、第四水雷戦隊（旗艦〈由良〉、第2駆逐隊〈村雨、春雨、五月雨、夕立〉、第9駆逐隊〈朝雲、峯雲、夏雲〉）、空母瑞鳳と駆逐艦三日月、タンカー4隻、途中合流の特殊水上機母艦千代田と日進（2隻とも、甲標的と魚雷艇を運搬）であった（ミッドウェー作戦における攻略部隊の行動と戦闘経過は当該記事を参照）。
6月5-7日のミッドウェー海戦で、日本は空母4隻と重巡三隈を失うなどして敗れた。山本五十六連合艦隊司令長官は一部兵力で牽制部隊を編成し、またアリューシャン方面の北方部隊を増強することを下令した。第五戦隊司令官高木武雄中将（海兵39期）を指揮官とする牽制部隊（第五戦隊〈妙高、羽黒〉、第9駆逐隊〈朝雲、夏雲、峯雲〉、タンカー玄洋丸 ）は米機動部隊の追撃を引き付けるため、ウェーク島近海で行動した。基地航空部隊（第十一航空艦隊司令長官塚原二四三中将、ウェーク島に陸攻50機を配備）と連携し偽電を交信したが、めぼしい成果はなかった。14日、同部隊は北方部隊に編入された。
峯雲は玄洋丸と共に行動していたが、15日に牽制部隊と合流してアリューシャン列島方面に転戦した。その後、第五戦隊司令官指揮下の第二支援隊（第五戦隊〈妙高、羽黒〉、戦艦〈金剛〉、第一水雷戦隊〔軽巡〈阿武隈〉、第21駆逐隊〈初春、子日、若葉、初霜〉、第9駆逐隊〈朝雲、夏雲、峯雲〉、第二十一戦隊〈軽巡木曾、軽巡多摩〉、タンカー玄洋丸 ）として行動し、米機動部隊の出現に備えた。米機動部隊は出現せず各艦は撤収し、7月上旬には内地に帰投した。

### ガダルカナル島の戦い
第9駆逐隊が北方で行動中の1942年（昭和17年）6月15日、那珂は予備艦となって第四水雷戦隊からのぞかれた（その後、舞鶴海軍工廠で昭和18年3月31日まで修理）。6月20日、第四水雷戦隊司令官は西村祥治少将から高間完少将に交代した。
ミッドウェー・アリューシャン作戦後の連合艦隊は第二水雷戦隊・第三水雷戦隊・第四水雷戦隊に本州南岸の敵潜掃討を命じており、北方から戻った第9駆逐隊（朝雲、峯雲、夏雲）も哨戒に加わった。本艦が所属したのは乙掃蕩隊（指揮官四水戦司令官、由良、第2駆逐隊、第9駆逐隊、駆逐艦三日月と山雲）であった。
8月7日、米軍はガダルカナル島とフロリダ諸島に上陸を開始、ガダルカナル島の戦いが始まる。第四水雷戦隊（由良、第9駆逐隊、第27駆逐隊）は前進部隊（指揮官近藤信竹第二艦隊司令長官、旗艦「愛宕」）に所属、高雄型と妙高型の重巡洋艦戦隊、長門型戦艦陸奥や水上機母艦千歳等とともにトラック泊地に集結した。
20日（21日とも）、トラックを出港する際に、峯雲は冬島で座礁した。峯雲は応急修理をおこなったあと、油槽船を護衛して前進部隊を追いかけた。第二次ソロモン海戦における前進部隊は、空母エンタープライズ艦載機の急降下爆撃により水上機母艦千歳が損傷、人力操舵となった。峯雲は千歳を護衛して、トラック泊地に後退した。同艦はトラック泊地で9月20日まで修理をおこなった。
9月中旬、ガダルカナル島ヘンダーソン飛行場に対する日本陸軍の総攻撃を支援するため、前進部隊の一員としてトラック泊地を出撃した。9月15日に空襲で妙高が小破したほか、大規模な戦闘はなかった。9月20日、聯合艦隊は第四水雷戦隊の大部分を外南洋部隊（指揮官三川軍一海軍中将、第八艦隊司令長官）に編入することを発令し、各艦は前進部隊とわかれて順次ソロモン諸島ブーゲンビル島ショートランド泊地に進出した。
9月25日、ショートランド泊地でB-17重爆の空襲を受けた由良（第四水雷戦隊旗艦）が小破した。
10月1日時点で、第9駆逐隊は外南洋部隊増援部隊（指揮官橋本信太郎海軍少将、第三水雷戦隊司令官。旗艦「川内」）に所属していた。
2日、第9駆逐隊司令佐藤康夫大佐（朝雲座乗）指揮下の駆逐艦5隻（第9駆逐隊〈朝雲、夏雲、峯雲〉、第2駆逐隊〈村雨、春雨〉）は零式水上観測機の援護を受け、ガ島輸送に成功した。
5日、佐藤大佐指揮下の駆逐艦6隻（第9駆逐隊〈朝雲、夏雲、峯雲〉、第2駆逐隊〈村雨、春雨、夕立〉）は、陸兵約650名と野砲2門と各種弾薬を搭載し、ショートランド泊地を出撃する。
午後3時過ぎ、急降下爆撃機SBDドーントレス9機の空襲により、峯雲は至近弾で浸水する。発揮可能速力12ノットとなった。この作戦では村雨も至近弾により浸水被害を受け、途中で引き返している。夏雲は峯雲を護衛してショートランド泊地に帰投した。
村雨と峯雲は、修理のためラバウルに移った。10月12日、サボ島沖海戦で姉妹艦夏雲が沈没、第9駆逐隊は朝雲と峯雲の2隻になった。
10月20日、宇垣纏連合艦隊参謀長は、損傷した駆逐艦五月雨（第2駆逐隊）の主砲砲身を、峯雲と交換するよう指示した。30日、五月雨がトラック泊地に到着し、工作艦明石で両艦の工事をおこない主砲を換装、五月雨の毘式四十粍機銃と峯雲の九六式二十五粍高角機銃も交換した。
11月16日、峯雲はトラック泊地を出発し、23日に横須賀に到着した。
12月3日、横須賀から横浜に回航され、修理を行った。

### 沈没
1943年（昭和18年）2月1日、峯雲駆逐艦長として上杉義男中佐が就任した。12日に修理が完了し、輸送船武庫丸を護衛して横須賀を出発、22日にトラック泊地に到着した。峯雲が航海中の2月15日附で、第9駆逐隊司令は佐藤康夫大佐から小西要人大佐に交代した。
当時の日本軍はガダルカナル島から撤退し、中部ソロモン諸島（ニュージョージア諸島）ニュージョージア島ムンダに飛行場を築いて、新たな防衛拠点を整備しようとしていた。だが輸送船団への空襲で補給が途切れ、各島では弾薬と兵員の糧食が欠乏した。結局、日本軍は中部ソロモン諸島でも小型艦艇（駆逐艦、駆潜艇、掃海艇）による鼠輸送に頼らざるをえなくなった。この動きに関連し、トラック泊地の村雨と峯雲もソロモン諸島輸送作戦への従事を命じられた。
2月27日、第2駆逐隊司令橘正雄大佐（村雨座乗）が指揮する2隻（村雨、峯雲）は南東方面部隊に編入される。28日トラックを出撃し、3月2日朝にラバウルに到着した。3月4日夕、ドラム缶200本ずつと弾薬糧食を上甲板に満載し、ラバウルを出発した。同日、ビスマルク海海戦沈没艦の生存者を乗せた浦波と初雪がラバウルに帰投した。
輸送隊（村雨、峯雲）はブーゲンビル島ブイン（ショートランド泊地）を経由して、3月5日午後9時30分から10時30分までコロンバンガラ島クラ湾で揚陸をおこなう。中部ソロモン諸島の防備を担当する第八連合特別陸戦隊司令官大田実海軍少将（ニューギニア方面防備部隊指揮官）には、同部隊副官として、前年12月1日まで峯雲砲術長であった岡野勇三大尉が赴任していた。村雨と峯雲が揚陸した物資は、隣のニュージョージア島の部隊に届けられた。帰路は北上してショートランド泊地へ向かった。しかし2隻の行動はPBYカタリナ飛行艇などで米軍側に掌握されており、潜水艦グレイバックとグランパスがクラ湾出口に配備された。
天候は薄曇り、月齢28、視界15km程、風もない静かな夜だったという。当時、アーロン・S・メリル少将指揮する第68任務部隊の軽巡3隻（モントピリア、クリーブランド、デンバー）、駆逐艦3隻（ウォーラー、コンウェイ、コニー）はムンダ飛行場へ艦砲射撃をおこなうためクラ湾に侵入していたが、日本艦出現の報告を受けて攻撃準備に入った。
22時57分にレーダーで峯雲と村雨を探知し、23時01分に砲撃を始めた（ビラ・スタンモーア夜戦）。レーダーのない峯雲と村雨は米艦隊の存在に気付かず、当初は空襲と誤認した。まず峯雲が被弾炎上し、村雨も主砲や機関部を破壊され航行不能に陥った。峯雲は被弾からまもなく艦中央部に魚雷が命中し、艦尾から沈没していった。
コロンバンガラ島の日本軍守備隊は、北東沖で1隻が爆発するのを目撃した。米軍の記録では、峯雲は駆逐艦ウォーラーの魚雷で、村雨は巡洋艦3隻の砲撃で沈没した。日本側の記録では、峯雲の沈没時刻は23時15分、村雨の沈没時刻は23時30分。峯雲乗組員255名のうち、生存者は45名、戦死者は210名であった。沈没時は2隻とも多数の乗員が生存していたが、敵艦より機銃掃射をうけたり、長時間におよぶ漂流によって多数が行方不明となった。また同日のコロンバンガラ島守備隊はメリル隊の艦砲射撃を受けて甚大な被害を出しており、大発動艇による救助が遅れて死者が増えてしまったという。なおコロンバンガラ島警備隊から派遣された救援隊の隊長は、元峯雲砲術長の岡野大尉であった。
その後、コロンバンガラ島の日本軍守備隊に救助された峯雲と村雨の生存者計179人は、鼠輸送でコ島に到着した各艦（朝雲〈第9駆逐隊司令駆逐艦〉、雪風、浦波、敷波、長月）などに収容され、ラバウル経由で横須賀に戻った。村雨が所属していた第2駆逐隊司令の橘大佐は、峯雲と村雨の沈没原因について「敵巡洋艦3隻の砲撃とB-17十数機の空襲」と報告し、レーダーに厳重に警戒するよう注意を喚起した。
なお峯雲と村雨はアメリカ潜水艦グランパス (USS Grampus, SS-207) の撃沈に関与した可能性があるが、種子島洋二（当時、村雨艦長）の回想には特に潜水艦攻撃をおこなった記述はなく、現時点でグランパスの喪失原因は謎である。
4月1日、峯雲は駆逐艦籍と朝潮型駆逐艦から除籍された。
まだ第9駆逐隊は峯雲の沈没により朝雲1隻となり、初雪型駆逐艦の薄雲と白雲を編入して3隻編制となった。
本艦の艦名は、海上自衛隊の護衛艦「みねぐも」に継承された。

## 歴代艦長
艤装員長
1. 山代勝守 少佐/中佐：1938年1月20日[206] - 1938年4月30日[207]

駆逐艦長
1. 山代勝守 中佐：1938年4月30日[207] - 1938年11月15日[208]
2. 山田鐵夫 少佐/中佐：1938年11月15日[208] - 1940年10月15日[30]
3. 鈴木保厚 中佐：1940年10月15日[30] - 1943年1月25日[209]、以後1943年2月1日まで駆逐艦長の発令はなし。
4. 上杉義男 中佐：1943年2月1日[164] - 1943年3月5日 戦死[210]。同日付任海軍大佐[211]